# Alice Winocour
Alice Winocour (Parijs, 13 januari 1976) is een Frans filmregisseuse en scenarioschrijfster.

## Biografie
Alice Winocour werd in 1976 geboren in Parijs en ging na haar rechtenstudies naar La fémis waar ze de studies voor regisseur en scenarist volgde. Na haar debuut met de kortfilm Orphée in 2003 volgden er nog verschillende kortfilms die ze schreef en regisseerde. In 2009 werkte ze als co-scenariste mee aan een eerste langspeelfilm Ordinary People. In 2012 schreef en regisseerde Winocour haar eerste speelfilm Augustine, die geselecteerd werd op het filmfestival van Cannes in de sectie Semaine de la critique en in 2015 werd haar film Maryland geselecteerd op het filmfestival in de sectie Un certain regard.

## Filmografie

### Korte films
- Orphée (2003)
- Kitchen (2005)
- Magic Paris (2006)
- Pina coloda (2008)

### Films
- Ordinary People (scenario, 2009)
- Augustine (regie, scenario, 2012)
- Maryland (regie, scenario, 2015)
- Mustang (scenario, 2015)